# Beli Potok (gmina Sokobanja)
Beli Potok (cyr. Бели Поток) – wieś w Serbii, w okręgu zajeczarskim, w gminie Sokobanja. W 2011 roku liczyła 196 mieszkańców.